# Кеннеди, Джулиан
Джулиан Кеннеди (англ. Julian Kennedy; 15 марта 1852 — 28 мая 1932) — американский инженер и изобретатель. Известен своим вкладом в сталелитейную промышленность США, Российской империи и других стран. В 1928 году был награждён медалью ASME.
Кеннеди родился в Поланде, штат Огайо, в 1852 году, он был старший из семи сыновей Томаса Уокера и Маргарет Кеннеди.
После окончания семинарии в Поланде он учился в Шеффилдской научной школе, где получил степень бакалавра философии в 1875 году. Позже, в 1900 году, он получил степень магистра, а в 1909 году — степень доктора философии в Технологическом институте Стивенса.
Кеннеди начал свою карьеру в фирме Морзебридж. Кеннеди был руководителем компании с 1879 по 1883 год. После этого он перешел работать в фирму «Братья Карнеги и Компания» в Хомстеде, где с 1885 по 1888 год был генеральным суперинтендантом.
Ещё два года он был главным инженером на металлургическом заводе Latrobe в Лигонье, штат Пенсильвания, а затем в 1890 году стал инженером-консультантом в Питтсбурге. Он консультировал многие крупные металлургические заводы в США и Европе. Будучи консультантом по стали, Кеннеди помог развить российскую сталелитейную промышленность, построив Никопольский металлургический комбинат в 1896 году. В 1897 году он построил доменную печь на Мариупольском металлургическом заводе. В 1907 году Кеннеди построил первый в Индии сталелитейный завод для промышленности Тата, получив прозвище «Отец азиатской стали».
Он начал внедрять автоматику в работу металлургических печей.
«В начале XX века Джулиан Кеннеди был знаменит. Ключевые конструкции доменных печей носили его имя: Засыпные устройства системы Кеннеди. Охладительные приборы системы Кеннеди. Каупера системы Кеннеди. Джулиан Кеннеди был самым талантливым американским доменщиком».

## Семья
Брат Вальтер — тоже металлург. 